# تحرک‌پذیری
در فیزیک تحرک‌پذیری الکترون (به انگلیسی: Electron mobility) یا به‌طور خلاصه تحرک‌پذیری کمیتی است که به کمک آن می‌توان سرعت رانش الکترون را در میدان الکتریکی که به آن اعمال شده توسط رابطه زیر محاسبه کرد:
{\displaystyle \,v_{d}=\mu E}
که در آن 
{\displaystyle \,v_{d}} سرعت رانش الکترون بر حسب متر بر ثانیه (m/s) (واحد SI سیستم استاندارد بین‌المللی واحدها)
{\displaystyle \,E} میدان الکتریکی اعمال شده بر حسب ولت بر متر (V/m)
{\displaystyle \,\mu } تحرکپذیری برحسب متر مربع بر ولت.ثانیه (m۲/V.s) در واحد بین‌المللی می‌باشد.
این مفهوم با عنوان عمومی‌تر تحرک‌پذیری الکتریکی برای هر نوع بار الکتریکی که در یک سیال و تحت میدان الکتریکی قرار دارد تعریف می‌شود. 
در مواد نیم‌رسانا علاوه بر تحرک‌پذیری الکترون‌ها تحرک‌پذیری حفره‌ها نیز قابل‌اندازه‌گیری است. تحرک‌پذیری معمولاً به میدان الکتریکی اعمال شده وابسته‌است و با افزایش دما، كاهش می‌یابد.

## مفهوم تحرک‌پذیری
هنگامی که میدان الکتریکی وجود نداشته باشد، الکترون‌ها در جامدات (الکترون‌ها و حفره‌ها در نیم‌رساناها) به صورت تصادفی حرکت می‌کنند. بنابراین برآیند جهت حرکت آن‌ها به سمت خاصی نیست. خصوصیت تحرکپذیری برای مجموعه‌ای از بارها محاسبه می‌شود و تحرکپذیری برای یک الکترون یا حفره معنایی ندارد. اما هنگامی که میدان الکتریکی اعمال شود، الکترون‌ها در جهت خلاف میدان شروع به حرکت می‌کنند. از یک طرف نیروی ایجاد شده توسط میدان باعث شتاب گرفتن الکترون‌ها در جهت میدان می‌شود و از طرف دیگر برخورد الکترون‌ها با هم، پراکندگی‌های ناشی از ساختار بلوری (فونونها، برخورد الکترون‌ها با ناکاملی بلوری، ناخالصی‌ها و...) باعث کاهش سرعت الکترون‌ها و تغییر جهت حرکت آن‌ها می‌شود. برآیند این دو اتفاق در یک مسافت آزاد میانگین، به سرعتی می‌انجامد که سرعت رانش نامیده می‌شود. سرعت رانش از سرعت حرکت تصادفی بسیار کمتر است. مثلاً در مس سرعت رانش الکترون‌ها ۱۰-۴ m.s−۱ است، در حالی که سرعت آن‌ها در حرکت‌های تصادفی ۱۰۵ m.s−۱ می‌باشد. 
در نیم‌رساناها سرعت رانش الکترون‌ها و حفره‌ها برای یک میدان الکتریکی اعمال شده متفاوت می‌باشد.
در پلاسما همین پدیده بین یون‌ها و الکترون‌های آزاد وجود دارد.
در خلأ الکترون‌ها تحت میدان الکتریکی طبق قانون دوم نیوتن شتاب می‌گیرند. این شتاب گرفتن پیوسته باعث می‌شود سرعت حرکت الکترون‌ها آن قدر زیاد شود که به سرعت‌های نسبیتی برسد. این پدیده که انتقال بالیستیکی نامیده می‌شود، باعث می‌شود که الکترون‌ها به سرعت رانش پایداری نرسند. در نتیجه تحرکپذیری برای الکترون‌ها در خلأ تعریف نمی‌شود.
در جامدات هم اگر الکترون‌ها مجبور باشند که مسافت‌های خیلی کوتاه (قابل‌مقایسه با مسافت‌های طی شده در حرکت براونی) را بپیمایند، ممکن است انتقال شبه بالیستیکی به وجود بیاید.
از آنجا که تحرکپذیری به شدت تحت تأثیر ناکاملی بلوری و دما می‌باشد و باید مقدار آن را به‌طور تجربی اندازه‌گیری کرد، معمولاً برای این کمیت یک عدد ثابت نمی‌دهند بلکه مقدار تحرکپذیری را در یک جدول برای دماهای مختلف همراه با ذکر درجه خلوص ماده مورد نظر ارائه می‌کنند.

## رابطه تحرکپذیری و رسانایی الکتریکی
فرض کنید که n عدد چگالی الکترون‌ها و μ تحرکپذیری آن‌ها باشد. هنگام اعمال میدان الکتریکی E، بردار سرعت الکترون‌ها به‌طور متوسط μE - خواهد شد و چگالی جریان ایجاد شده از حرکت الکترون‌ها neμE خواهد بود که در آن e بار الکترون است. در نتیجه هدایت الکتریکی و تحرکپذیری توسط رابطه زیر به یکدیگر مربوط می‌شوند:
اگر بیش از یک نوع بار الکتریکی داشته باشیم (برای مثال پلاسما که حاوی یون‌ها و الکترون‌ها می‌باشد یا نیم‌رساناها که حاوی الکترون‌ها و حفره‌ها هستند هدایت الکتریکی از رابطه زیر بدست می‌آید:
که در آن بار نوع iام دارای عدد چگالی ni، بار qi و تحرکپذیری μi است. 

## مثال‌ها
در دمای اتاق (۳۰۰K) تحرکپذیری الکترون در سیلیسیم ‎۱۴۰۰cm2/V.s و تحرکپذیری حفره در این ماده حدود ‎۴۵۰cm2/V.s است. تحرکپذیری بارها در نیم‌رساناهای آلی (پلیمر، اولیگومر) معمولاً پایین و از مرتبه ‎۱۰cm۲/V.s و حتی پایین‌تر هستند. تحرکپذیری پایین بارها در نیم‌رساناهای آلی از جمله موانعی است که استفاده از آن‌ها در سلول‌های خورشیدی و دیودهای نوری با مشکل مواجه می‌کند و تحقیقات زیادی برای برطرف کردن این مانع انجام شده و می‌شود. 